# Враховице
Враховице (на чешки: Vrahovice) е квартал на град Простейов в Оломоуцки край, източна Чехия. Населението му е около 3 300 души (2011).
Разположен е в североизточния край на града, на 2,1 километра от централната част. Враховице се споменава като самостоятелно селище още през 1337 година и е присъединено към Простейов през 1973 година.